# Le Projet Nim
Pour les articles homonymes, voir Nim.
Pour plus de détails, voir Fiche technique et Distribution.
Le Projet Nim (Project Nim) est un documentaire britannique de James Marsh sorti le 8 juillet 2011.

## Synopsis
À New York, en 1973, l'histoire du chimpanzé Nim Chimpsky, enlevé à sa mère, et à qui des chercheurs de l'université Columbia apprennent la langue des signes...

## Fiche technique
- Titre original : Project Nim
- Titre français : Le Projet Nim
- Titre québécois :
- Réalisation : James Marsh
- Scénario :
- Direction artistique : Markus Kirschner
- Décors : Gonzalo Cordoba
- Costumes : Kathryn Nixon
- Photographie : Michael Simmonds
- Son :
- Montage : Jinx Godfrey
- Musique : Dickon Hinchliffe
- Production : Simon Chinn
- Société(s) de production : BBC Films, Passion Pictures et Red Box Films
- Société(s) de distribution :  : Icon Films
- Budget :
- Pays d’origine :  Royaume-Uni
- Langue : Anglais
- Format : Couleurs - Super 16mm - Son Dolby numérique
- Genre cinématographique : Film documentaire
- Durée :
- Date de sortie :
- États-Unis : 20 janvier 2011 (festival du film de Sundance)
- États-Unis : 8 juillet 2011
  -  France : 11 janvier 2012

## Distribution
Dans leurs propres rôles (sauf mention contraire) :
- Nim Chimpsky : lui-même
- Bern Cohen : le Dr William Lemmon
- Reagan Leonard : Stephanie LaFarge
- Pr Herbert Terrace : lui-même
- Stephanie LaFarge : elle-même
- Jenny Lee : elle-même
- Laura-Ann Petitto : elle-même
- Joyce Butler : elle-même
- Bill Tynan : lui-même
- Renne Falitz : elle-même
- Bob Ingersoll : lui-même
- Dr James Mahoney : lui-même

## Distinctions
- 2011 : Meilleur film par la Boston Society of Film Critics ;
- 2011 : Prix spécial du meilleur documentaire au festival du film de Newport Beach ;
- 2011 : Meilleur film documentaire par la Southeastern Film Critics Association ;
- 2011 : Prix de la mise-en-scène (section World Cinema) pour James Marsh au festival du film de Sundance.

### Nominations
- 5 nominations

## Réception critique
Le Projet Nim reçoit des critiques unanimement positives. L'agrégateur Rotten Tomatoes rapporte que 98 % des 122 critiques ont donné un avis positif sur le film, avec une moyenne de 8,1/10. L'agrégateur Metacritic donne une note de 83 sur 100 indiquant des « critiques positives ».